# Високи арбитражни суд Руске Федерације
Високи арбитражни суд Руске Федерације (рус. Высший Арбитражный Суд Российской Федерации) био је највиши привредни суд у Русији.
Од 2014. његове надлежности је преузео Врховни суд Руске Федерације.

## Арбитражни судови
Од 1992. до 2014. систем арбитражних судова у Руској Федерацији је обухватао: Високи арбитражни суд Руске Федерације, федералне арбитражне судове округа (арбитражне касационе судове), арбитражне апелационе судове и арбитражне судове прве инстанце у републикама, покрајинама, областима, градовима федералног значаја, аутономним областима и аутономним окрузима. Од 2012. постоји и Суд за интелектуална права.
Основни задаци арбитражних судова су заштита нарушених или оспораваних права и законских интереса предузећа, установа, организација и грађана у сфери предузетничких и других економских дјелатности. Њихов рад је заснован на принципу законитости, независности судија, равноправности организација и грађана пред законом и судом, равноправности странака и јавности одлучивања.

## Састав
Предсједника Високог арбитражног суда Руске Федерације је именовао Савјет Федерације на предлог предсједника Руске Федерације.
Замјенике предсједника и судије Високог арбитражног суда је такође именовао Савјет Федерације на предлог предсједника Руске Федерације, али по предлогу предсједника Високог арбитражног суда.